# Títulos do Botafogo Sport Club

## Títulos

### Estaduais
- Campeonato Baiano: 7 vezes (1919, 1922, 1923, 1926, 1930, 1935 e 1938.
- Campeonato Baiano - Segunda Divisão: 1 vez (2012).
- Torneio Início: 6 vezes (1924, 1925, 1940, 1948, 1952 e 1963).

### Outras conquistas
- Campeão Torneio Bernardo Spector de 1978.
- Campeão de Aspirantes de 1955.
- Campeão Baiano Juvenil de 1978.

### Vice campeão
- Vice Campeão Baiano: 8 vezes (1924, 1926, 1929, 1934, 1953, 1954, 1965 e 1977).